# Psaironeura remissa
Psaironeura remissa – gatunek ważki z rodziny łątkowatych (Coenagrionidae). Występuje od wschodniego Meksyku przez Amerykę Centralną po Kolumbię oraz w południowo-wschodniej Brazylii (stan Espírito Santo).